# Aderaeon kozlovi
Aderaeon kozlovi là một loài tò vò trong họ Ichneumonidae.